# Jan Gunnar Solli
Jan Gunnar Solli (* 19. April 1981 in Arendal) ist ein ehemaliger norwegischer Fußballspieler. Nach seiner Fußballkarriere wurde er als Musikproduzent und DJ tätig.

## Fußballkarriere

### Verein
Sein Debüt als Profi gab er in der norwegischen Tippeligaen im Jahre 2000. Bei seinem damaligen Verein Odd Grenland blieb er drei Jahre. In seiner ersten Saison wurde er nur fünfmal eingesetzt, konnte sich aber in den kommenden Jahren durchsetzen. Dieses erregte auch internationale Aufmerksamkeit und Solli wurde von diversen europäischen Vereinen zu Probetrainings eingeladen, u. a. AC Mailand und Aston Villa. Im Sommer 2003 wechselte er zu Rosenborg BK nach Trondheim und wurde in vierzehn Spielen in der Rückrunde eingesetzt. Im selben Jahr wurde er mit der Mannschaft norwegischer Meister und erzielte am 14. August 2003 sein erstes Tor. Insgesamt spielte er 85-mal für die Troillongan. Am 16. März 2007 wechselte er nach Bergen zu Brann Bergen. Trondheim erhielt dafür eine Ablösesumme von sechs Millionen Norwegische Kronen. Gleich in seiner ersten Saison für die Mannschaft aus der Vestlandet, wurde zu einem der Leistungsträger des Kaders und konnte sogar mit dem Team die Meisterschaft erringen. Am 24. Januar 2011 wechselte Solli zu den New York Red Bulls in die Major League Soccer. Dort spielte er bis Ende Dezember 2012. Im Februar 2013 kehrte er nach Norwegen zurück, um sich Vålerenga IF anzuschließen. Im Februar 2014 verließ er abermals Norwegen und wechselte zum schwedischen Erstligisten Hammarby IF. Nach der Spielzeit 2016 beendete er dann bei Skeid Oslo seine aktive Karriere.

### Nationalmannschaft
Solli war bereits für die norwegische U-21 Nationalmannschaft aktiv. Für diese absolvierte er 11 Spiele und erzielte dabei zwei Tore. Sein erstes A-Länderspiel spielte er am 20. August 2003 gegen Schottland (0:0). Er absolvierte bis 2010 insgesamt 40 Partien und traf dabei ein Mal.

## Musikkarriere
Bereits während seiner Zeit als aktiver Fußballspieler trat er als DJ auf. Im Jahr 2014 veröffentlichte er unter dem Namen Solli die Single Signs of Life. Ab 2016 folgten weitere Lieder wie Nothing’s Gonna Slow Me Down, Sky Comes Down und Dear Mama. Im Jahr 2023 gab er gemeinsam mit Gaute Ormåsen die Single Kråkevisa heraus.
Im Jahr 2018 belegte er den zweiten Platz in der bei TV 2 ausgestrahlten TV-Tanzshow Skal vi danse.

## Erfolge
- Norwegischer Pokalsieger: 2000, 2003
- Norwegischer Meister: 2003, 2004, 2006, 2007